# Villa Romana (Carsoli)
Villa Romana è una frazione di circa 80 abitanti del comune di Carsoli (AQ), in Abruzzo.

## Geografia fisica
(Giuseppe Maria Alfano)
Il paese, situato sul versante orientale della piana del Cavaliere tra i territori di Carsoli e Pereto, si sviluppa sulla sommità della collina Merulo a circa 826 m s.l.m., alle pendici del monte Fontecellese la cui cima (1.623 m s.l.m.) è detta anche monte Romano. Il suo territorio montano è incluso nella catena dei monti Carseolani.
Confina ad est con il borgo di Montesabinese e l'area montuosa di Colli di Monte Bove, a sud est con quella di Pereto. 
Dista circa 1,7 chilometri dal capoluogo comunale.

## Origini del nome
Sull'origine del nome di Villa Romana ci sono diverse ipotesi. La più suggestiva lega il toponimo ai cinque cardinali esiliati da Papa Leone IX da cui sarebbe derivato il nome Villa dei Cardinali in seguito modificato in Villa dei Romani. Leggendaria è stata giudicata anche l'ipotesi legata al ratto delle Sabine a seguito del quale Romani e Sabini avrebbero fondato Villa Romana e Montesabinese.
L'ipotesi che appare più verosimile rimanda ad alcuni documenti parrocchiali, risalenti al XVII secolo, in cui il toponimo Monte Romano si sarebbe evoluto in Villa di Monte Romano e, in seguito, nel nome contemporaneo di Villa Romana. Muzio Febonio nella sua opera Historiae Marsorum chiama "Villa Romana Villa Sabinensis" i due borghi limitrofi di Villa Romana e Montesabinese.

## Storia

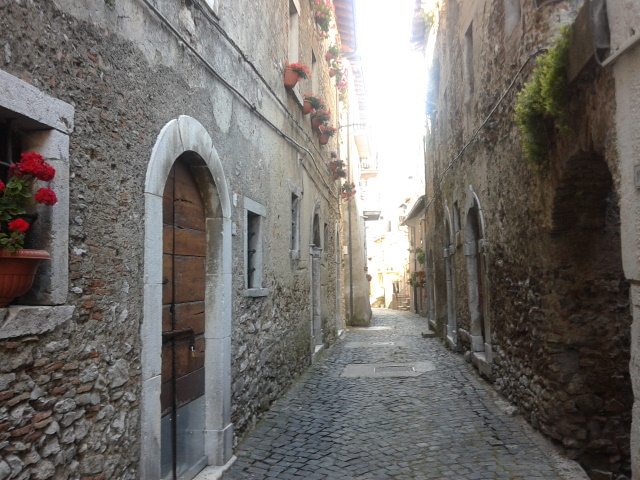
Scorcio del borgo antico

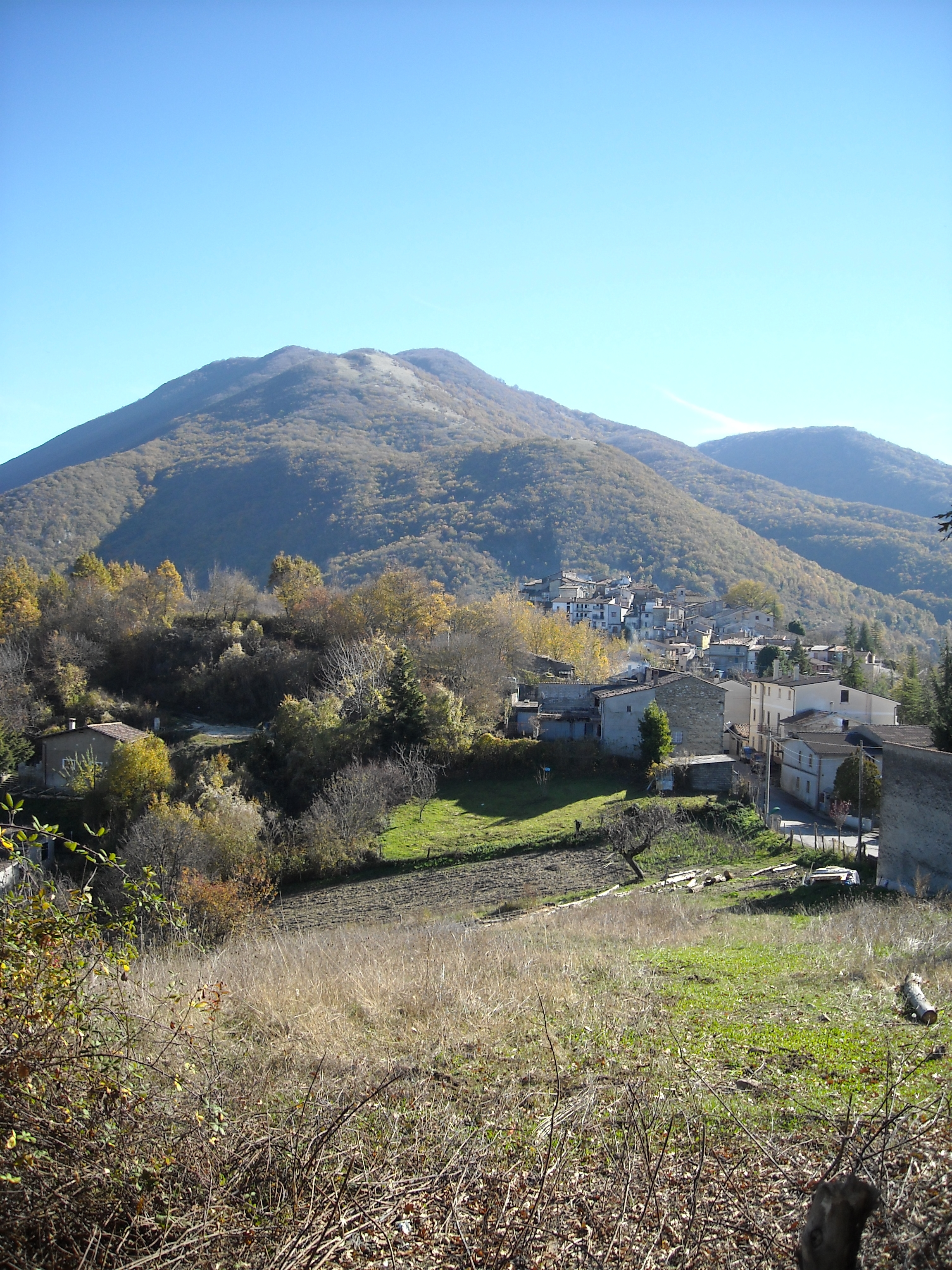
I monti Carseolani che circondano il borgo

L'origine della villa è legata al fundus che appartenne all'ager dell'antica colonia romana di Carsioli (o Carseoli). Il graduale sviluppo delle attività rurali portò alla creazione della villa e, dopo il recupero delle strutture agrarie, alla costituzione del centro urbano. Lo stesso processo si verificò per il limitrofo borgo di Montesabinese che, unitamente a Villa Romana, era anche detto durante il periodo medievale Villa di Montesabinese. Quasi tutti i borghi limitrofi della piana del Cavaliere furono invece edificati in seguito al fenomeno dell'incastellamento.
Sulla costituzione del centro urbano tuttavia si sono tramandate nel tempo alcune leggende; la più suggestiva la farebbe risalire all'epoca del ratto delle Sabine i cui contendenti, dopo la riappacificazione, avrebbero fondato i due paesi limitrofi di Villa Romana e Montesabinese. Un'altra leggenda lega l'origine del centro alla figura di Papa Leone IX che dopo le lotte del 1054 tra Chiesa e Normanni avrebbe esiliato nella diocesi marsicana cinque cardinali colpevoli delle dicerie che furono alla base delle lotte contro i suoi possibili alleati. I cardinali scelsero il colle Merulo che segna uno dei confini tra le contemporanee regioni di Abruzzo e Lazio.
Nel Basso Medioevo il paese seguì le sorti della contea di Carsoli e del ducato di Tagliacozzo al centro, come gran parte del territorio della Marsica, delle lotte di potere tra gli Orsini e i Colonna. A Fabrizio I Colonna alcuni diplomi dei sovrani di Napoli, degli ultimi anni del XV secolo, riconoscono con chiarezza la concessione delle contee marsicane e delle baronie della valle Roveto e di Carsoli. Nel 1703 il paese subì alcuni danni a causa del terremoto dell'Aquila. A seguito dell'eversione della feudalità Villa Romana fece parte dal 1811 del circondario di Carsoli, incluso nel distretto di Avezzano. 
Il borgo non subì danni irreparabili con il terremoto della Marsica del 1915 che invece distrusse quasi completamente Avezzano e devastò diverse aree del territorio marsicano e dell'Italia centrale.

## Monumenti e luoghi d'interesse

### Architetture religiose

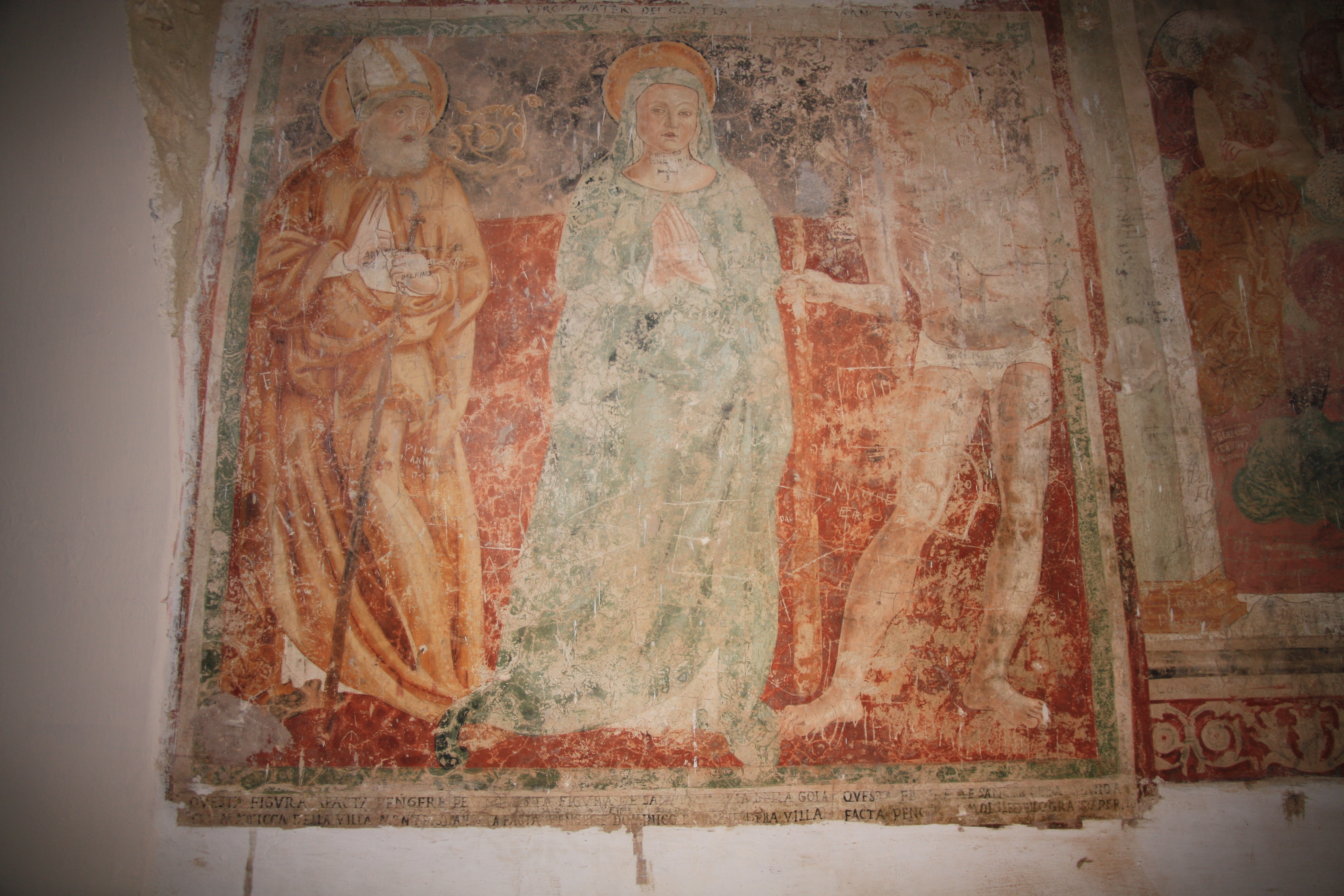
Affreschi dell'eremo di San Martino (opera di Desiderio da Subiaco)

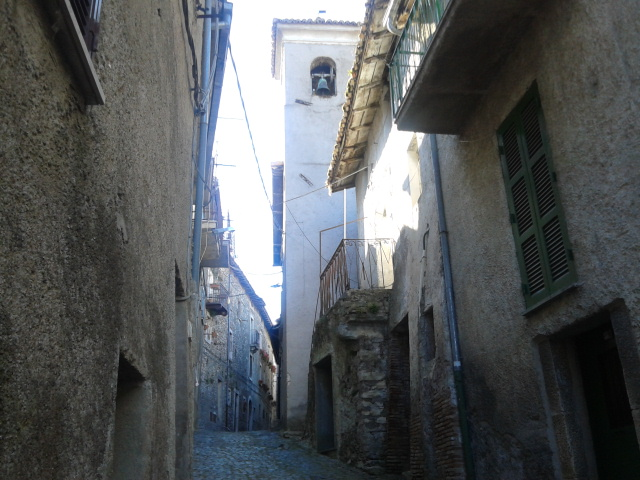
Il campanile della chiesa di San Nicola

Chiesa di San NicolaÈ situata nel centro del paese. La data di edificazione è incerta. La presenza dell'indicazione dell'anno 1570 su una architrave farebbe ritenere quello l'anno di costruzione. Alcuni documenti storici, invece, fanno risalire l'edificazione al periodo immediatamente successivo alla peste del 1656. A navata unica presenta internamente edicole ed altari barocchi dedicati all'Immacolata Concezione, alla Madonna del Rosario, alla Presentazione di Gesù nel tempio e a san Martino. Il campanile a base quadrata affianca l'edificio. Accanto alla chiesa si trova la cosiddetta casa baronale con portale in pietra.
Chiesa di San RoccoIl luogo di culto è situato presso il cimitero. In alcuni documenti risalenti al settecento la cappella risultava dedicata alla Madonna del popolo. Al suo interno è conservata un'acquasantiera del 1500.
Eremo di San MartinoSituato a 1049 m s.l.m. dista circa due chilometri da Villa Romana. Citato secondo alcune fonti per la prima volta in un documento ecclesiastico del 1085, con chiarezza nel XIII secolo e nel 1324. All'interno della chiesa rupestre, della cui struttura originaria rimangono alcune parti, sono conservate le pitture murali di Desiderio da Subiaco, pittore del XVI secolo, in alcuni di questi sono raffigurati la Madonna e i santi, la Madonna e gli angeli e un angelo.

### Monumenti
- Monumento ai caduti delle guerre intitolato La morte del soldato, opera dello scultore Francesco Marcangeli collocata nel largo Sebastiano Bultrini[24].

### Aree naturali

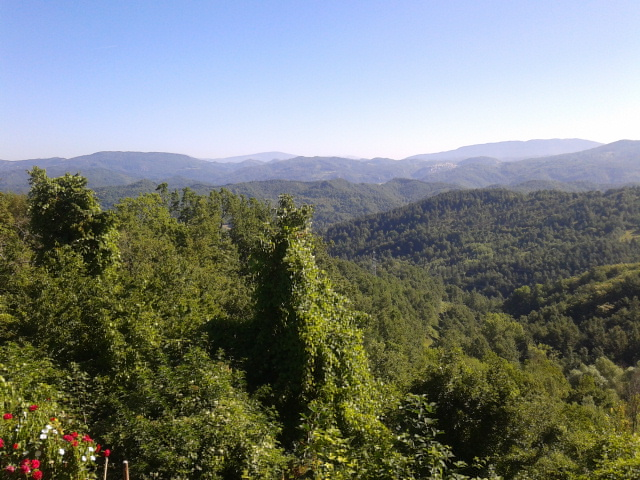
Veduta dei monti Carseolani da Villa Romana

- Monte Fontecellese (1.623 m s.l.m.)[25], la cui flora è caratterizzata dalla presenza delle faggete e di diverse piante tipiche del luogo come l'anemone gialla, la colombina cava, la specie fragola secca del cinquefoglia e l'erba trinità[20]. Lungo il sentiero per Marsia è collocata la statua in bronzo dedicata a Sandro Iacuitti[26].
- Sentiero di San Martino[27], da cui è possibile ammirare la piana del Cavaliere, i monti Lucretili, propaggine meridionale dei monti Sabini, la catena dei monti Carseolani con la vetta del monte Cervia, il monte Filone e le pareti rocciose del monte Navegna. Dai punti posti più in alto sono visibili il monte Terminillo, alcuni punti dei monti della Duchessa e le vette del monte Velino[20].
- Sentiero di Corradino, itinerario escursionistico di circa 80 chilometri che ripercorre i sentieri montani che i ghibellini seguirono per raggiungere i piani Palentini dove nell'agosto del 1268 avvenne la fatale battaglia di Tagliacozzo persa contro i guelfi guidati da Carlo I d'Angiò. La fuga di Corradino verso Roma avvenne lungo lo stesso tracciato che toccò i piccoli borghi situati tra i piani Palentini e la piana del Cavaliere[28].

## Società

### Lingue e dialetti
Il dialetto parlato a Villa Romana si inserisce nel gruppo carseolano (o sublacense) del dialetto sabino, che appartiene ai dialetti italiani mediani, diffuso attorno a Carsoli fra la Marsica e la valle dell'Aniene.

### Tradizioni e folclore
La festa patronale in onore di san Nicola di Bari si svolge con riti religiosi e civili intorno alla metà di agosto. Nel giorno dell'Ascensione di Gesù si celebra la festa di san Martino con processione all'eremo.

## Infrastrutture e trasporti

### Strade
Il borgo è attraversato dalla strada provinciale 107 che lo collega con il capoluogo e con la frazione di Montesabinese.